# Dirk
Dirk of Dirck of Derk is een verkorte vorm van de oud-Nederlandse jongensnaam Diederik met de betekenis machtig onder het volk. De naam Dirk is sinds de Middeleeuwen een zeer populaire naam, mede naar voorbeeld van de Graven van Holland. In Vlaanderen wordt die oudere naamvorm nog steeds bij voorkeur aangehouden. Vrouwelijke naamvormen zijn Dirkiena, Dirkina, Dirkje, Dirkske en Dika
Verkleinvormen zijn Dik, Dikkie, Dickie en Dicky. Echter, de Engelse variant van Dirk is niet Dick, want die naam is afgeleid van Richard. De Engelse variant Derek is wel de spelvorm aldaar van de variant Derk.

## Bekende naamdragers Dirk
- Dirk Benedict, Amerikaans acteur
- Dirk Bogarde, Engels acteur
- Dirk II van Brederode (ca. 1256-1318), 'de Goede', baljuw van Kennemerland en ridder
- Dirk van den Broek, ondernemer
- Dirk De Wachter, psychiater
- Dirk Frimout, astronaut
- Dirk van Hogendorp (1761-1822), militair en staatsman
- Dirk van Hogendorp (1797-1845), jurist
- Dirk Kuijt, voetballer
- Dirkje Kuik, schrijfster en beeldend kunstenares
- Dirk Marcellis, voetballer
- Dirk Nowitzki, Duits basketballer
- Dirk Out, Nederlands organist
- Dirk Scheringa, zakenman
- Dirk Stahmann, Oost-Duits voetballer
- Dirk Zeelenberg, acteur

## De Graven van Holland
Dirk I
· Dirk II 
· Dirk III 
· Dirk IV 
· Dirk V 
· Dirk VI
· Dirk VII

## Fictieve personages
- Dirkje, serveerster in de comedy-serie In de Vlaamsche pot, gespeeld door Susan Visser
- Dirk, een zwerver, typetje gespeeld door Wim de Bie
- Dirk Duffeling, een personage uit de Harry Potter-serie van Joanne Rowling
- Dirk Pitt, de hoofdpersoon uit een aantal boeken van Clive Cussler
- Dirk Strider, een personage uit de webstrip Homestuck

## Bekende naamdragers Derk
Opmerkelijke mensen met de naam Derk zijn onder meer:
- Derk Bodde (1909-2003), Amerikaans sinoloog
- Derk Boerrigter (geboren 1986), Nederlands voetballer
- Derk Cheetwood (geboren 1973), Amerikaanse acteur
- Derk Droze (geboren 1972), Amerikaanse voetballer
- Derk Rijkens (geboren in 1975), Nederlandse cricketspeler
- Derk Gerard Willem Spitzen (1896-1957), Nederlands politicus
- Derk Jan Eppink (geboren 1958), Nederlandse journalist
- Jacob Derk Carel van Heeckeren (1730-1795), baron van Ruurlo

## Overig
- Dirk (supermarkt), Nederlandse supermarkt